# Хёсденс, Рон
Рон Хёсденс (нидерл. Ron Heusdens, род. 14 мая 1962, Роттердам) — нидерландский шашист, шахматист и бриджист. Чемпион Нидерландов по международным шашкам в классической и быстрых программах (2008). международный гроссмейстер, гроссмейстер Голландии.
Выступает за клуб Van Stigt Thans Schiedam.
FMJD-Id Хёсденса: 10023.

## Чемпионаты мира
| год  | место проведения | результат |
| ---- | ---------------- | --------- |
| 2003 | Звартслёйс       | 8e        |
| 2025 | Яунде            | 10e       |

## Чемпионаты Европы

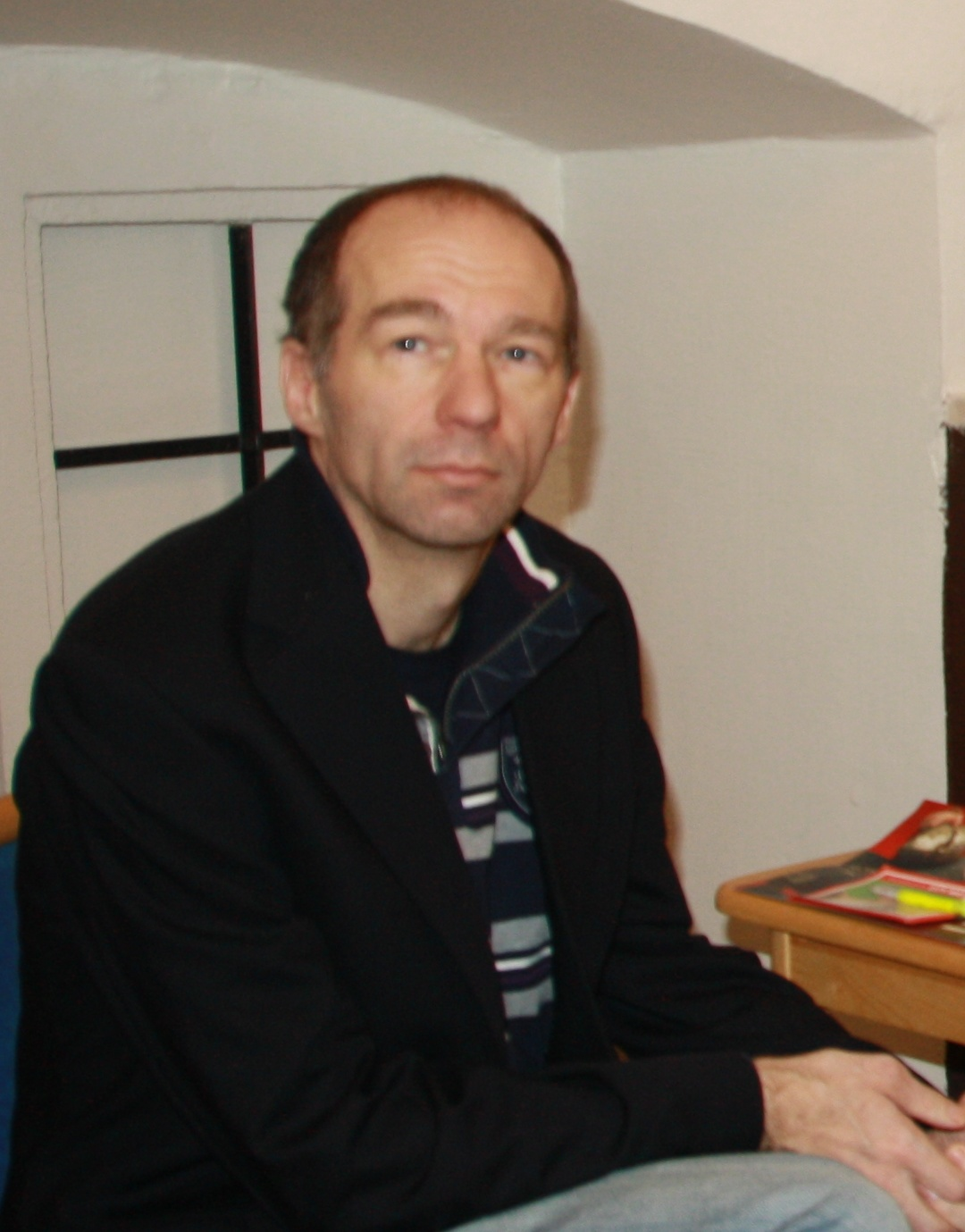
На чемпионате Европы 2010 года

| год  | место проведения | результат |
| ---- | ---------------- | --------- |
| 2008 | Таллинн          | 33e       |
| 2010 | Мурзасихле       | 7e        |
| 2012 | Эммен            | 9e        |
| 2018 | Москва           | 16e       |
| 2022 | Кортрейк         | 24e       |
| 2024 | Кьянчано-Терме   | 14e       |

## Голландский чемпионат(личный)
| год  | место проведения | результат |  | год  | место проведения | результат |  | год  | место проведения | результат |  | год  | место проведения | результат |
| ---- | ---------------- | --------- |  | ---- | ---------------- | --------- |  | ---- | ---------------- | --------- |  | ---- | ---------------- | --------- |
| 1988 | Путтен           | 11e       |  | 2002 | Велп             | 4e        |  | 2007 | Soest            | 11e       |  | 2012 | Херхюговард      | 8e        |
| 1992 | Сюрхёйстервен    | 13e       |  | 2003 | Амстердам        | 2e        |  | 2008 | Эммелорд         | 1e        |  | 2013 | Стенвейк         | 6e        |
| 1999 | Хёйссен          | 4e        |  | 2004 | Хёйссен          | 10e       |  | 2009 | Хёйссен          | 2e        |  |      |                  |           |
| 2000 | Хенгело          | 3e        |  | 2005 | Гронинген        | 13e       |  | 2010 | Эммен            | 9e        |  |      |                  |           |
| 2001 | Звартслёйс       | 4e        |  | 2006 | Кулемборг        | 2e        |  | 2011 | Вапенвелд        | 4e        |  |      |                  |           |